# Thryssa rastrosa
Thryssa rastrosa is een straalvinnige vis uit de familie van ansjovissen (Engraulidae) en behoort derhalve tot de orde van haringachtigen (Clupeiformes). De vis kan een lengte bereiken van 12 cm. 

## Leefomgeving
Thryssa rastrosa is een zoetwatervis. De vis prefereert een tropisch klimaat. 

## Relatie tot de mens
In de hengelsport wordt er weinig op de vis gejaagd. 